# Nyctemera melas
Nyctemera melas là một loài bướm đêm thuộc phân họ Arctiinae, họ Erebidae.